# (11542) Соликамск
(11542) Соликамск — астероид, названный в честь города Соликамск. Открыт бельгийским астрономом Эриком Вальтером Эльстом в астрономической обсерватории Ла-Силья в Чили.

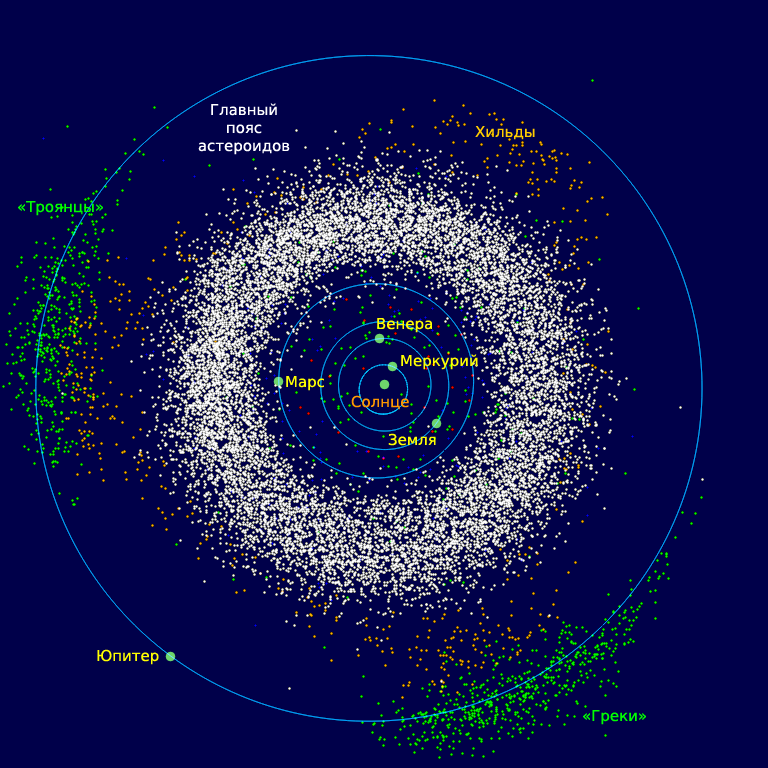
Схема расположения пояса астероидов в Солнечной системе

## Астероид
Астероид (11542) Соликамск был обнаружен и открыт 22 сентября 1992 года в Ла-Силье Эриком Вальтером Эльстом. Его порядковый номер в главном Поясе астероидов — 11542. Астероид был назван в честь города Соликамск в Пермском крае, но что хотел сказать этим Эрик — неизвестно.
Интересный факт: астероид (11542) Соликамск относится к астероидам Хильда — динамической группе астероидов, состоящей более чем из 6 000 астероидов, расположенных за пределами пояса астероидов, но в пределах орбиты Юпитера, в орбитальном резонансе 3:2 с Юпитером.